# Décoration végétale
La décoration végétale se traduit par des motifs inspirés de la nature. Ces motifs tapissent les murs des palais orientaux, comme les palais occidentaux classiques.

## Palais mauresques
Ce type de décoration stylisée traduit l'art floral dans son expression musulmane.

### Symbolique

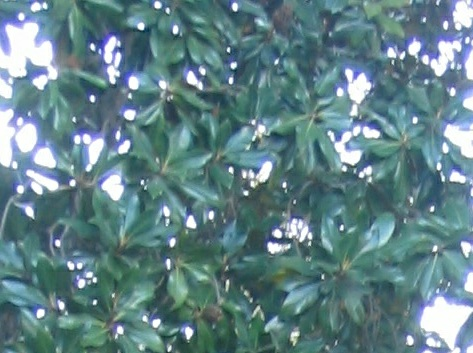
Jardins élevés du Généralife.

Pour les guerriers musulmans des déserts, la végétation luxuriante des latitudes de la péninsule Ibérique leur inspire les délices du Paradis ; cette conception influe sur l'architecture et la décoration murale intérieure.
Cet art pictural ne se limite pas à un seul espace comme le serait le cadre d'une peinture occidentale ; il revêt littéralement tout l'espace disponible sur les façades, soit en surface soit sous forme de liserés décoratifs linéaires, comme si la répétition des motifs se suffisait à elle-même.

### Motifs variés

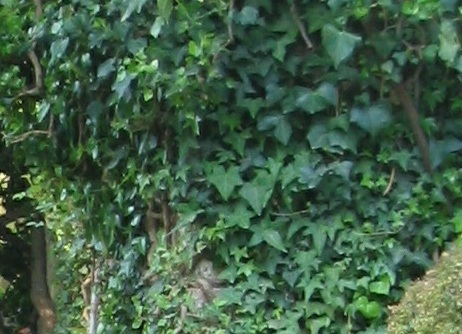
Lierre grimpant, portique des jardins du Partal.

Outre le lierre, les feuilles et fruits de la palme, la grenade et l'ananas donnent des inspirations fortes pour les motifs ; de même le pistil des fleurs. Les artistes cherchent à ramener la représentation à un motif stylistique simplifié, qui contient l'essence du modèle ; ce motif est ensuite répété infiniment sur les parois.

### Évolution nasride
Les artistes sous les Almohades introduisirent des motifs asymétriques figurant des feuilles doubles. Sous les Almoravides, ce sont des lobes multiples qui apparaissent, inspirés de la palme. Les Nasrides reprennent ces motifs et introduisent la feuille lisse comportant un seul lobe, avec ou sans tige (ca'liz, à vérifier). Le résultat est proche du lys stylisé, symbole héraldique de Florence ou des rois de France.

## Palais occidentaux
- Guirlande